# Ranschburg-Phänomen
Das Ranschburg-Phänomen ist eine Hemmung im Gedächtnis beim Abruf von Lernmaterial und wurde 1905 von dem ungarischen experimentellen Psychologen und Psychiater Pál Ranschburg nachgewiesen. Sie ist auch unter dem Begriff Ähnlichkeitshemmung bekannt und beschreibt eine Gedächtnishemmung bei der Wiedergabe von ähnlichen Lerninhalten, die mit mangelhafter Differenzierung (gleichzeitig oder zeitnah) dargestellt wurden. Diese Gedächtnishemmung ist nicht auf einen Mangel an Intelligenz zurückzuführen.

## Gedächtnishemmungen
Es gibt verschiedene Formen von Gedächtnishemmungen, die es erschweren, Gelerntes oder Gelesenes im Gedächtnis zu behalten. Die Ähnlichkeitshemmung wird als Kombination von bestimmten anderen Formen betrachtet, die sich zusätzlich verstärken, wenn sie gleichzeitig auftreten.
- Die „proaktive Hemmung“ stört die Aufnahme von Neuem durch bereits Bekanntes, beispielsweise das Umlernen für den Autofahrer in einem Land mit Linksverkehr.
- Eine „retroaktive Hemmung“ tritt auf, wenn beispielsweise die Bedienung des alten Handys, das für Notfälle als Ersatz aufbewahrt wurde, verlernt wird, weil die Bedienung des neuen ganz anders funktioniert. Das Neue stört hier altbekannte Lerninhalte. Das Altvertraute muss eventuell wieder neu gelernt werden.
- Bei der Ähnlichkeitshemmung treten diese beiden Hemmungsformen in kombinierter Form auf (als Vorwärts-Rückwärts-Hemmung/pro- und retroaktive Hemmung). Fährt der Autofahrer kurz hintereinander erst im Rechtsverkehr und ohne Pause anschließend im Linksverkehr, führt das leicht zu Irritationen. Oder liest ein Mensch hintereinander zwei Themengebiete, die sich sehr ähnlich sind, kann es durch die Ähnlichkeit zur Vermischung kommen. Es wird schwerer, sich die Informationen zu merken.

Je ähnlicher sich die nacheinander behandelten Themengebiete sind, umso wahrscheinlicher ist es, dass pro- und retroaktive Hemmung zusammen auftreten. Diese Phänomene werden häufig auch Interferenz genannt.
siehe auch: Lerntransfer

## Praktische Lernhilfen
Lern- und Leseprobleme durch Gedächtnishemmungen lassen sich leicht vermeiden:
- Eine kleine Pause zwischen zwei Themen ist geeignet, um die Bereiche deutlich voneinander zu trennen.
- Die Reihenfolge des Lern- oder Lesematerials kann so festgelegt werden, dass ähnliche Themenbereiche nicht unmittelbar aufeinander folgen. Je deutlicher sich ein Lern- oder Lesestoff vom vorhergehenden unterscheidet, umso besser ist es für die Aufnahme des Materials und den Lerntransfer.[2]

Um Schüler angemessen zu fördern, erstellen Lehrer teilweise eigenes Lehrmaterial, da die verwendeten Schul- und Arbeitsbücher das Ranschburg-Phänomen oft nicht berücksichtigen. Beim Erlernen mehrerer ähnlicher Inhaltsstoffe ist es wichtig, dass zunächst nur eine Form davon so lange eingeübt wird, bis die Lernenden sicher mit dem Material umgehen können.

## Typische Beispiele für Ähnlichkeitshemmung

### Vorschule
Wird in der Vorschule „rechts und links“ mit dem Merksatz geübt: „Links ist da, wo der Daumen rechts ist“, bedeutet das, dass beide Richtungen gemeinsam eingeübt werden. In der Folge sind die Menschen oft noch als Erwachsene unsicher, wo rechts und links ist. Als geeigneter erweist sich die Methode mit einer „Eselsbrücke“: Bekommt das Kind einen roten Farbpunkt auf die rechte Hand, so kann es assoziieren: r-r rechts-rot. So lernt es mit Hilfe einer Gedächtnisstütze und nur einen der beiden Lerninhalte auf einmal.

### Deutsch
Problematisch ist das gemeinsame Üben ähnlich auszusprechender Buchstaben in Lesetexten bzw. das vergleichende Erarbeiten der richtigen Verwendung solcher Buchstaben beim Schreibenlernen. Zusätzlich erschwerend kommt hinzu, wenn Kinder diese ähnlich zu lesenden Buchstaben auch aufgrund ihres Dialekts nur schwer unterscheiden können.
Beispiele sind: „d und t“, „b und p“, „g und k“, „s und ß“.
Weit verbreitet ist auch die Praxis, leicht verwechselbare Wörter (wie z. B. "das" und "dass") von Anfang an gleichzeitig zu unterrichten, statt die Kinder sie zuerst getrennt kennenlernen zu lassen, so dass die fortdauernde Verwechslung für das weitere Leben höchst wahrscheinlich ist. Wer das Ranschburg-Phänomen umgehen möchte, unterrichtet die beiden Wörter (die zu verschiedenen Wortarten gehören) zunächst konsequent getrennt, um dann erst später zur Überprüfung des erworbenen Könnens Texte zu präsentieren, in denen beide vorkommen.

### Englisch
Problematisch sind Wörter mit Gleichklang (Homophone) in einer Übung nebeneinander:
their und there, wear und where, your und you’re